# Stonea oleaginosa
Stonea oleaginosa är en bladmossart som beskrevs av Robert Zander 1989. Stonea oleaginosa ingår i släktet Stonea och familjen Pottiaceae. Inga underarter finns listade i Catalogue of Life.